# Ноэа
Ноэа (также Ноэя, лат. Noaea) — род растений семейства Амарантовые (Amaranthaceae), распространённый от Северной Африки до Средней Азии.
Род назван в честь немецкого ботаника Фридриха Вильгельма Ноэ.

## Ботаническое описание
Однолетние травы, полукустарнички или полукустарники. Ветви часто оканчиваются остроконечием. Листья очередные, шиловидные, жесткие, с остроконечием на верхушке.
Цветки обоеполые, пятичленные, с прицветником и 2 прицветничками. Околоцветник узкий, с длиной намного превосходящей ширину; листочки при плодах с крыловидными выростами жёлтого или красного цвета (затем буреющие). Тычинок 5, на длинных нитях. Рылец 2, шиловидные. Завязь вертикальная. Плоды сухие. Семена с вертикальным, спиральным зародышем.

## Виды
Род включает 7 видов:
- Noaea cadmea Yild.
- Noaea kurdica Eig
- Noaea major Bunge
- Noaea minuta Boiss. & Balansa — Ноэа маленькая
- Noaea mucronata (Forssk.) Asch. & Schweinf. — Ноэа остроконечная
- Noaea tomentosa Moq.
- Noaea tournefortii (Spach) Moq.